# Noriyoshi Ohrai
Noriyoshi Ohrai (生頼 範義, Ōrai Noriyoshi) (1935 – 27 d'octubre de 2015) va ser un il·lustrador japonès conegut per una il·lustració per al cartell internacional L'Imperi contraataca. El seu fill, OhraiTaro (オーライタロー) és també un artista al Japó. El 27 d'octubre de 2015, Ohrai va morir a l'edat de 79.